# Oryctanthus spicatus
Oryctanthus spicatus là một loài thực vật có hoa trong họ Loranthaceae. Loài này được (Jacq.) Eichler mô tả khoa học đầu tiên năm 1868.